# Wormatia Worms
El VfR Wormatia 08 Worms es un equipo de fútbol de Alemania que juega en la Oberliga Rheinland-Pfalz/Saar, una de las ligas regionales que conforman la quinta división de fútbol en el país.

## Historia
Fue fundado el 23 de mayo de 1908 en la ciudad de Worms. En 1921 cambiaron su nombre por el de VfL Wormatia Worms antes de la fusión con el VfR Wormatia Worms en 1922.
Fue un equipo contendiente en el primer nivel del fútbol alemán, jugando en la Bezirksliga Rheinhessen-Saar, donde normalmente ocupaba los pueston intermedios de la tabla. En 1927 se unió a la Bezirksliga Main-Hessen, ocupando los primeros puestos hasta la reorganización del fútbol alemán en 1933 a causa del Tercer Reich en 1933. Formaron parte de la Gauliga Südwest (I), ganando el título 3 veces y en 19387 se fusionaron con el Reichsbahn TuSV Worms y jugaron con ese nombre. Al dividirse la Gauliga Südwest en dos divisiones en 1941 pasaron a jugar en la Gauliga Hessen-Nassau hasta que la liga colapsó al finalizar la Segunda Guerra Mundial.
El club resurgió como VfR Wormatia Worms al final de la guerra y se unieron a la Oberliga Südwest (I), donde terminaron en los puestos de arriba de la tabla por más de una década, aunque solamente en una ocasión compitieron por el título nacional. Su nivel cayó a causa de la creación de la Bundesliga en 1963. Al final de la década de los años 60s se convirtieron en un de los primeros equipos de Alemania en colocar mensajes en sus uniformes. Jugaron en la Regionalliga Südwest (II) hasta 1981, donde sus mejores años fueron un segundo puesto en 1965, lo que los clasificó para jugar por el ascenso y en 1979 al terminar terceros en la 2. Bundesliga, temporada de mucho drama para el club, debido a que en la segunda ronda de la Copa de Alemania en su partido ante el Hertha BSC mientras iba 1-1 en el Estadio Olímpico de Berlín se fue la luz; y en el juego de replay perdieron 0-2 y luego de ello comenzaron los problemas financieros.
Luego de varias temporadas malas, terminaron en la Tercera División Amateur Fußball-Oberliga Rheinland-Pfalz/Saar en 1982, aunque regresaron a la 2. Bundesliga en 1986, pero se le fue negada la licencia a causa de sus problemas monetarios. Continuaron en el tercer nivel hasta que apareció otra crisis financiera en 1994 los mandó a la Verbandsliga Südwest (V). Cuatro años después retornaron a la Oberliga Südwest (IV), donde permanecieron hasta el 2008, cuando clasificaron para la recién creada Regionalliga West, creada luego de la creación de la 3. Liga, aunque en teoría descendieron en su año de debut, pero el equipo que se ubicó en el lugar 12 (FSV Oggersheim) abandonó la liga. Se mudaron a la Regionalliga Süd (IV) en el 2009, donde permanecieron hasta el 2012, cuando formaron parte de la nueva Regionalliga Südwest (IV).

## Palmarés
- Bezirksliga Main-Hessen: 4 (I)

1928, 1929, 1930, 1931
- Gauliga Südwest/Mainhessen: 3 (I)

1936, 1937, 1939
- Oberliga Südwest: 1 (III)

1986
- Amateurliga Südwest: 2 (III)

1976, 1977
- Oberliga Rheinland-Pfalz/Saar: 1 (V)

2022
- Verbandsliga Südwest: 1 (V)

1998
- Copa del Suroeste: 6

1976, 1988, 1992, 2007, 2009, 2012

## Temporadas recientes
Estas son las temporadas del club desde 1999:
| Season    | Division             | Tier | Position |
| 1999–2000 | Oberliga Südwest     | IV   | 7th      |
| 2000–01   | Oberliga Südwest     | IV   | 16th     |
| 2001–02   | Oberliga Südwest     | IV   | 15th     |
| 2002–03   | Oberliga Südwest     | IV   | 3rd      |
| 2003–04   | Oberliga Südwest     | IV   | 3rd      |
| 2004–05   | Oberliga Südwest     | IV   | 8th      |
| 2005–06   | Oberliga Südwest     | IV   | 4th      |
| 2006–07   | Oberliga Südwest     | IV   | 3rd      |
| 2007–08   | Oberliga Südwest     | IV   | 3rd      |
| 2008–09   | Regionalliga West    | IV   | 16th     |
| 2009–10   | Regionalliga West    | IV   | 17th     |
| 2010–11   | Regionalliga Süd     | IV   | 12th     |
| 2011–12   | Regionalliga Süd     | IV   | 4th      |
| 2012–13   | Regionalliga Südwest | IV   | 12th     |
| 2013–14   | Regionalliga Südwest | IV   |          |

- Con la introducción de las Regionalligas en 1994 y de la 3. Liga en el 2008 como el nuevo tercer nivel por detrás de la 2. Bundesliga, todas las ligas bajaron un nivel. En el 2012, las Regionalligas pasaron de 3 a 5 y todos los equipos de la Regionalliga Süd excepto los de Baviera ingresaron a la nueva Regionalliga Südwest.

## Jugadores

### Jugadores destacados
- Bienvenido Manga
- Andrew Wooten
- Dimitrij Nazarov

## Entrenadores
| - Engelhardt (1920–1921) - Peter Hartmann (1922-1923) - Karl Willnecker (1923–1924) - Ludwig Müller (1924–1926) - Ludwig Philipp (1926-1931) - Fritz Pölsterl (1931-1932) - Curtis Booth (1932-1934) - Ludwig Müller (1934–1939) - Ferdinand Fabra (1939) - Ludwig Müller (1945–1948) - Fritz Fries (1949) - Toni Kugler (1949-1953) - Karl Striebinger (1953-1954) - Ludwig Müller (1954–1957) - Willibald Kreß (1957-1959) - Karl Winkler (1959-1960) - Paul Böhme (1960–1961) - Radoslav Momirski (1961-1964) - Nandor Lengyel (1964–1965) - Manfred Neidig (1965-1966) - Helmut Schneider (1966-1967) - Karl-Heinz-Schmal (1967-1969) - Fritz Schollmeyer (1970) - Virgil Popescu (1970) - Walter Schlipp (1970) |  | - Milan Nikolic (1970-1972) - Otmar Calder (1972) - Radoslav Momirski (1972-1974) - Slavko Stojanović (1974) - Karl-Heinz-Schmal (1975-1976) - Lothar Buchmann (1976) - Bernd Hoss (1976-77) - Werner Kern (1977–1978) - Eckhard Krautzun (1978) - Özcan Arkoç (1979) - Gerd Dier (1979) - Bernd Fischer (1979-1980) - Horst-Dieter Strich (1981) - Slobodan Jovanovic (1981) - Josef Stabel (1981–1983) - Klaus Gleim (1983) - Heiner Ueberle (1983-1987) - Gerd Menne (1987-1988) - Peter Klag (1988) - Horst-Dieter Strich (1988) - Peter Klag (1989) - Stefan Lottermann (1989) - Eckhard Krautzun (1989-1990) - Peter Klag (1990) - Peter Unger (1990) |  | - Günter Braun (1990) - Reinhard Meier (1990-1991) - Heiner Ueberle (1991-1992) - Peter Klag (1992) - Gerd Dier (1992-1993) - Harald Braner (1993) - Hans Scheffel (1993-1995) - Alexander Raab (1995) - Heinz-Jürgen Schlösser (1995-1996) - Engelbert Klag (1996-1997) - Demir Hotić (1997–1999) - Robert Jung (1999-2001) - Lutz Hofmann (2001) - Günther Birkle (2001) - Peter Rubeck (2001-2002) - Dirk Anders (2002–2004) - Max Reichenberger (2004) - Stefan Ertl (2004-2005) - Alois Schwartz (2005–2007) - Bernhard Trares (2007–2009) - Jürgen Klotz (2009) - Sascha Koch (2009) - Jürgen Klotz (2009-2010) - Volker Kühr (2010) - Ronny Borchers (2010–2012) - Stefan Emmerling (2012–2013) - Hans-Jürgen Boysen (2013–2014) - Sascha Eller (2014-) |